# Dänische Badminton-Mannschaftsmeisterschaft 2018/19
In der Dänischen Badminton-Mannschaftsmeisterschaft 2018/19 siegte im Finale das Team Skælskør-Slagelse.

## Vorrunde
| Platz | Team                   | Spiele | Siege | Score | Sätze | Punkte |
| ----- | ---------------------- | ------ | ----- | ----- | ----- | ------ |
| 1     | Greve Strands BK       | 9      | 7     | 35-21 | 72-51 | 21     |
| 2     | Solrød Strand BK       | 9      | 6     | 35-20 | 78-49 | 19     |
| 3     | Vendsyssel BK          | 9      | 6     | 35-20 | 76-48 | 19     |
| 4     | Team Skælskør-Slagelse | 9      | 7     | 33-24 | 69-53 | 18     |
| 5     | Aarhus AB              | 9      | 6     | 31-24 | 70-56 | 17     |
| 6     | Skovshoved IF          | 9      | 6     | 31-24 | 70-58 | 17     |
| 7     | Højbjerg BK            | 9      | 4     | 24-31 | 54-69 | 11     |
| 8     | Værløse BK             | 9      | 2     | 24-32 | 58-73 | 8      |
| 9     | Gentofte BK            | 9      | 1     | 18-38 | 49-81 | 5      |
| 10    | Odense BK              | 9      | 0     | 11-43 | 32-90 | 0      |

## Spiel um Platz 3
Vendsyssel BK – Solrød Strand BK 1:4

## Finale
Greve Strands BK – Team Skælskør-Slagelse 2:4